# Rhodospatha falconensis
Rhodospatha falconensis är en kallaväxtart som beskrevs av George Sydney Bunting. Rhodospatha falconensis ingår i släktet Rhodospatha och familjen kallaväxter. Inga underarter finns listade.